# グローリー (漫画)
『グローリー』(Glory)は、ロブ・ライフェルド(Rob Liefeld)が創造した、オウサム・コミックス(Awesome Comics)の架空のキャラクター、またはそのコミック・ブックシリーズである。フルネームは“グロリアナ・ディメーター”といい、アマゾーンと悪霊とのハーフの戦士である。神話との結びつきが、彼女がイメージ・ユニヴァース版“ワンダーウーマン”であることをことさら明確に物語っている。

## ロブ・ライフェルド版 グローリー
グローリーはアマゾーン族のレイディ・ディメーターと、人間界と敵対する冥府の悪霊たるロード・シルヴァーフォールとの同盟の結果であった。母親の世界で育てられた彼女はアマゾーン族によって訓練され、部族の最上の戦士として登場する。しかしながら彼女はまた、自身の父親からの贈り物でもあり呪いでもあった残忍性の制御にあがいていた。アマゾニアにも冥府界にも居場所の無いグロリアナは男の世界へと向かった。
第二次世界大戦中、グロリアナはナチスに対抗する連合国軍のためにライフェルドの他の著作品“スプリーム”(Supreme)と共に戦った。彼女は他のスーパーヒーロー達と第二次と第三次の“ブリゲイド”(Brigade)ティームに属していた。

## アラン・ムーア版 グローリー
DCコミックスを去り、ある程度の期間を小規模出版社で作家活動をしていた漫画原作者アラン・ムーアがイメージ・コミックスに加わった。他のイメージにおけるライフェルドの“スプリーム”や“ヤングブラッド”(Youngblood)と同様に、ムーアは1999年3月にオウサム・コミックス系作品に属するこのスーパーヒロインに、そのすぐ後に続くABC コミックス(ABC Comics)の“プロメテア”のシリーズでそうしたように神話や冒険、そして恋愛を調和させて“グローリー”を再展開した。
再編版では、人間性を体得するためにグローリーは一人の人間として“グロリア・ウエスト”という名のウェイトレスとなった。#0の1冊のみが発行されたが、最終的に2001年にアバター・プレスが2冊の続刊とともに再刊した。

## タイトル・ヒストリー
- グローリー Vol.1 #1（1995年3月） ～ #22（1997年4月）
- ブリゲイド Vol.2 #17 & #20
- グローリー（オウサム・コミックス）#0
- グローリー（アヴァター・プレス）#0 ～ #2